# Стандартний німецький електровоз

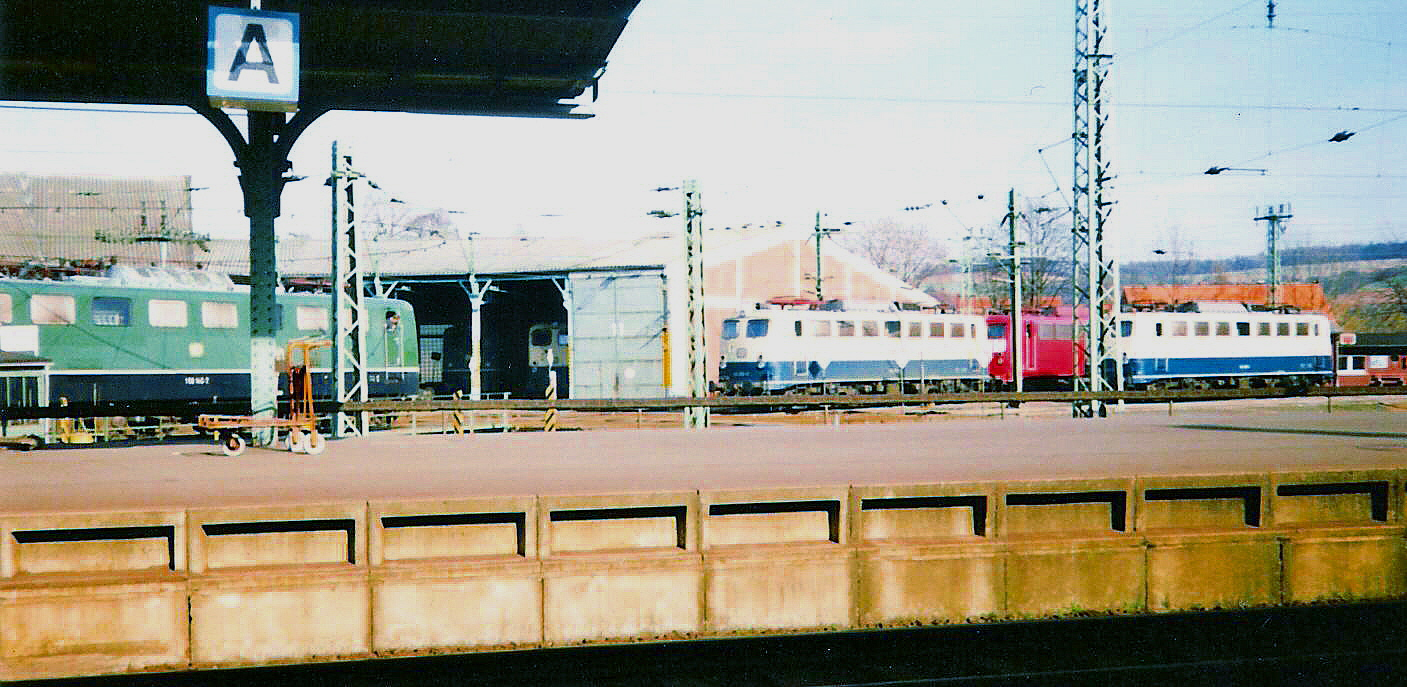
Декілька стандартних електровозів в депо Бебра

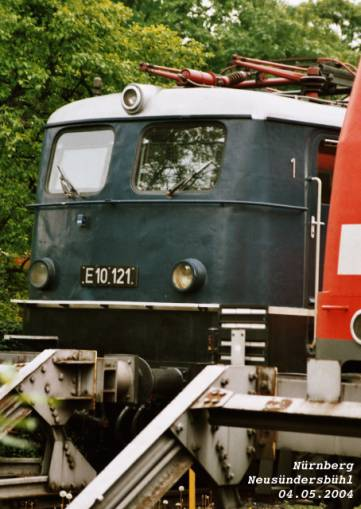
Електровоз E10-121

Стандартний німецький електровоз (нім. Einheitselektrolokomotive) — цей термін застосовується для німецьких електровозів, які були введені в експлуатацію після закінчення другої світової війни на залізницях ФРН. Це електровози серій E10, E40, E41 і E50, які з 1968 р. позначалися серіями відповідно 110, 140, 141, 150 та похідні варіанти цих серій.
Метою програми було повернення після війни знову до експлуатації потягів з електричною тягою за допомогою сучасних електровозів. 
При цьому з метою економії коштів для виробництва та експлуатації ставилося завдання забезпечити якомога більшу уніфікацію та можливість взаємозаміни деталей між різними серіями локомотивів.
Більшість цих електровозів вичерпали свій ресурс, досягши терміну експлуатації більшого, ніж 40 років та поступово замінюються сучасними потужними електровозами.